# Halcali
Le Halcali (ハルカリ?, Harukari) sono un gruppo musicale giapponese j-pop-hip hop, formato dal duo di Meguro Halca e Yucali. Il nome del gruppo deriva dall'unione di quelli delle due componenti (Halca + Yucali = Halcali).
Alcune loro canzoni sono state utilizzate come sigle di apertura e chiusura di varie serie anime.

## Storia
Halca e Yucali si incontrarono la prima volta da bambine, frequentando lo stesso corso di danza. Le due ragazze parteciparono quindi al "Female Rapper Audition" e vinsero, attirando l'attenzione dei rappresentanti dell'Oshare Track Factory, che produsse nel 2003 il primo singolo del duo, intitolato Tandem. Il singolo raggiunse la posizione numero 19 dell'Oricon e rimase in classifica per ventiquattro settimane. Seguirono altri due singoli, Electric Sensei e GiriGiri Surf Rider.

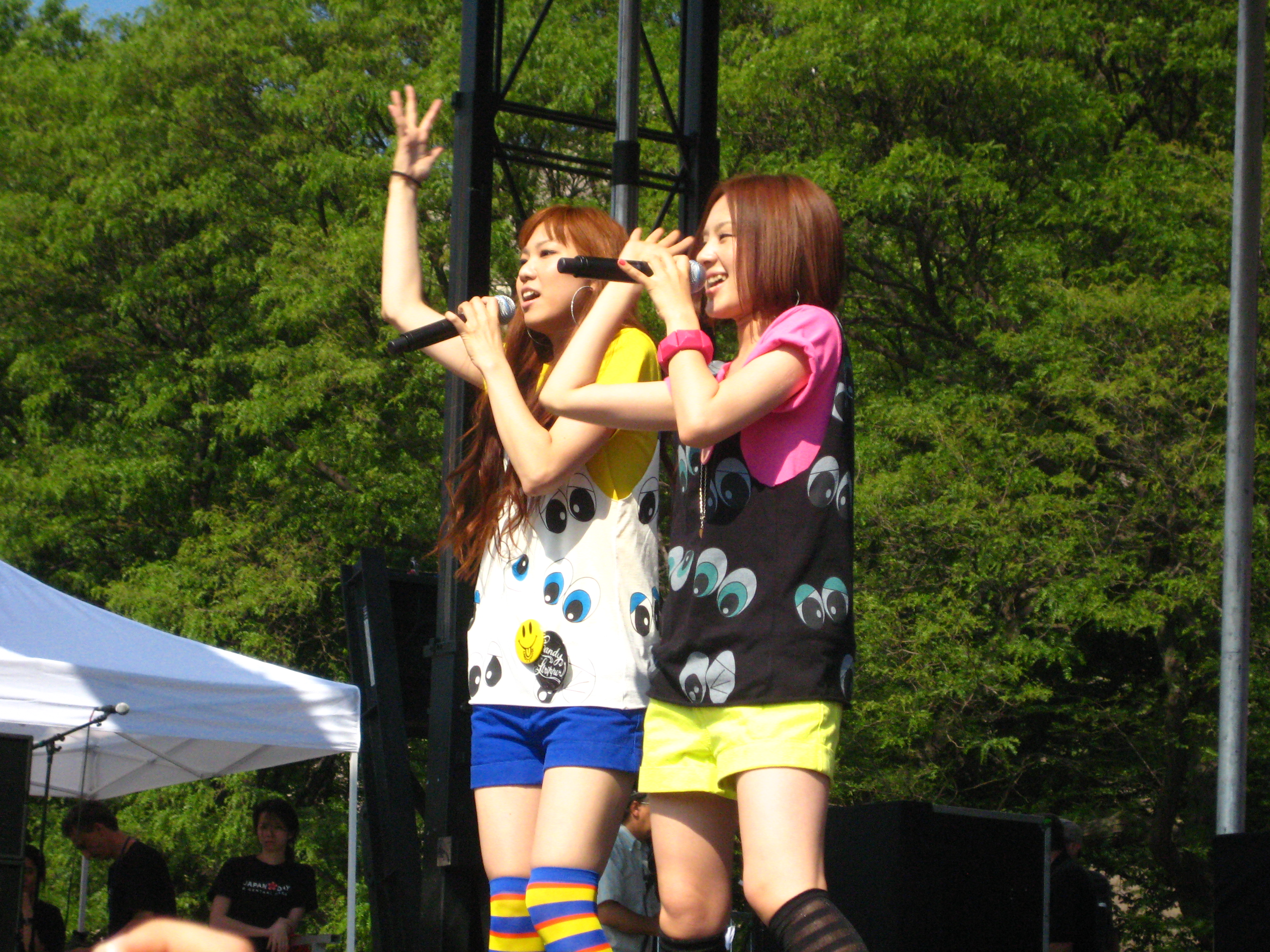
Le HALCALI in concerto a Central Park, durante il Japan Day 2008

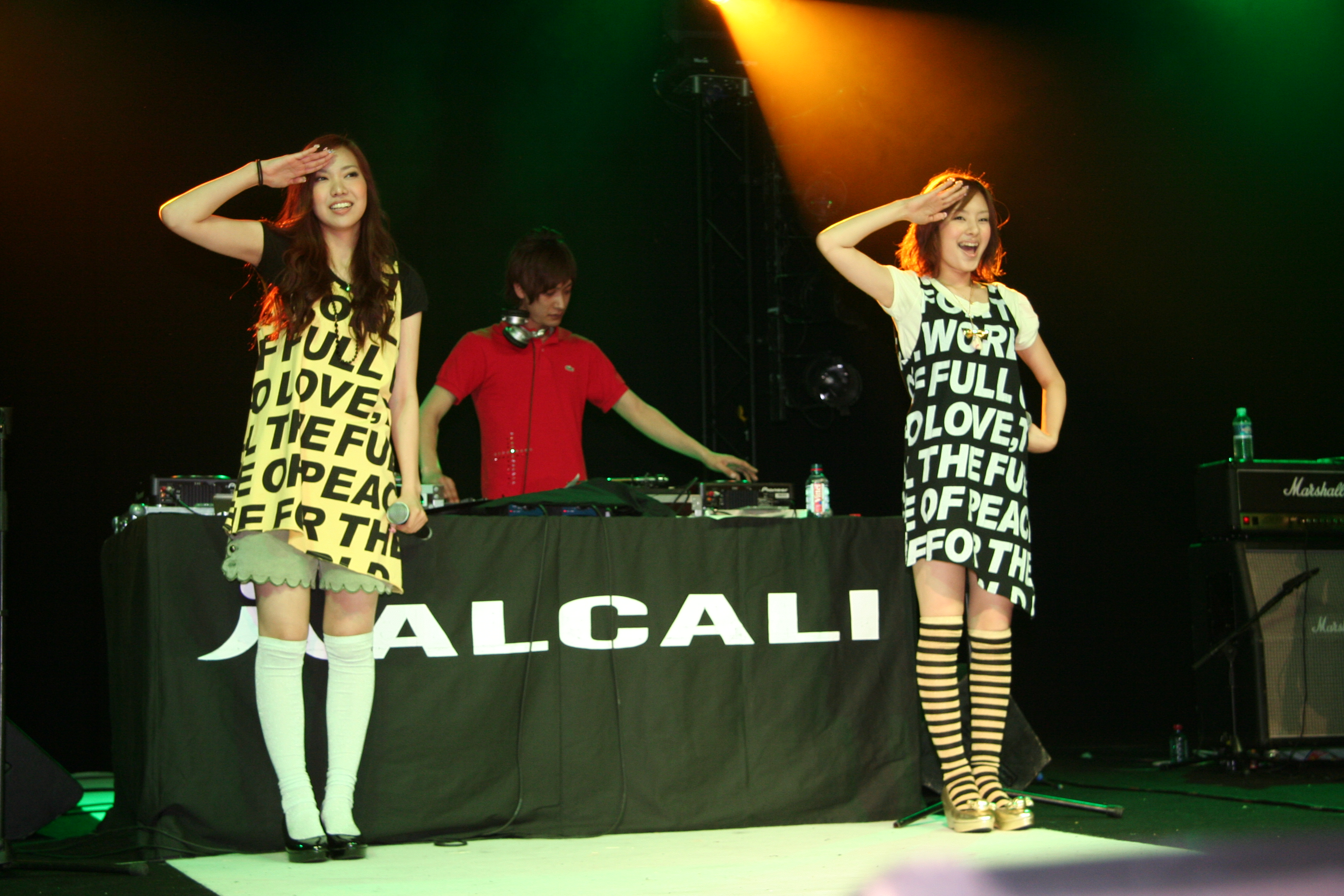
Le HALCALI in concerto a Parigi, durante il Japan Expo 2007

Nel settembre 2003 le Halcali incisero il loro primo album discografico, intitolato Halcali Bacon, che raggiunse la quinta posizione dell'Oricon e rimase in classifica per venti settimane. Nel 2004 uscì il loro secondo album, Ongaku no susume, seguito nel 2005 dal remix album Halcali Mix e nel 2007 dal terzo album, Cyborg oretachi.

## Formazione
- Halca (ハルカ?, Haruka), 21/04/1988, sangue di gruppo B: voce
- Yucali (ユカリ?, Yukari), 18/07/1987, sangue di gruppo B: voce

Le vere identità non sono note, ma i nomi delle due ragazze sono Haruka e Yukari, dalle cui varianti di rōmaji sono tratti i loro nomi d'arte.

## Discografia[3]
La grafia originale dei titoli è indicata fra parentesi "()", eventuali note dopo il punto e virgola ";".

### Album
- 2003 - Halcali Bacon (ハルカリベーコン)
- 2004 - Ongaku no susume (音楽ノススメ)
- 2007 - Cyborg oretachi (サイボーグ俺達)
- 2010 - Tokyo Groove
- 2011 - Tokyo Connection

### Compilation e remix
- 2005 - Halcali Mix (ハルカリミックス); remix album

### Singoli
- 2003 - Tandem (タンデム)
- 2003 - Electric sensei (エレクトリック先生)
- 2003 - GiriGiri Surf Rider (ギリギリ・サーフライダー)
- 2003 - Strawberry Chips (ストロベリーチップス)
- 2004 - Marching March (マーチングマーチ)
- 2004 - BABY BLUE!
- 2005 - Tip Taps Tip
- 2006 - Twinkle Star
- 2006 - Slalom '06; singolo digitale
- 2006 - LOOK
- 2007 - 2 Higher Clap 007; singolo digitale
- 2007 - Girl! Girl! Girl!; singolo digitale
- 2007 - Tougenkyou / Lights, Camera. Action! (桃源郷 / Lights, Camera. Action!)
- 2007 - It's PARTY TIME
- 2008 - Long Kiss Good Bye
- 2009 - Re:Yasashii kimochi (Re:やさしい気持ち)
- 2009 - Konya wa boogie back (今夜はブギー･バック)
- 2010 - ENDLESS NIGHT
- 2010 - Roman Hikou (浪漫飛行)